# Cabuçu (Guarulhos)
Cabuçu é um bairro da Região Norte da Grande São Paulo, pertencente ao município de Guarulhos, no qual tem sua área dividida em seis bairros: Recreio São Jorge, Novo Recreio, Chácaras Cabuçu, Jardim Monte Alto, Jardim Siqueira Bueno, Jardim dos Cardosos.
É notorio por possuir um dos núcleos de entrada ao Parque Estadual da Cantareira (Núcleo Cabuçu).
Atualmente é uma região em expansão. Expansão essa que traz consequências ruins como o alto índice de desmatamento e moradias em áreas de risco. Assim como na maior parte da periferia da cidade, o Cabuçu possui poucos espaços reservados ao esporte e a cultura. Sendo que, a maior parte deles são de criação da propria população do distrito.
É uma região com um baixo números de crimes. Por outro lado, registra altos níveis de crianças fora das escolas.
Principais vias da região:
- Avenida Palmira Rossi
- Estrada David Correa
- Rua Paquita
- Avenida Pedro de Souza Lopes